# Lugny (Aisne)
Lugny è un comune francese di 132 abitanti situato nel dipartimento dell'Aisne della regione dell'Alta Francia.

## Società

### Evoluzione demografica
Abitanti censiti